# ハリミズゴケ
ハリミズゴケ (Sphagnum cuspidatum) は、ミズゴケ目ミズゴケ科に分類される蘚類。

## 分布、生育地
北半球に広く分布する。日本では本州以北でみられる。
湿地や湿原などに多く生育しており、ふつう酸性の土壌で見られる。

## 特徴
草体は緑色-黄色。茎葉は三角形、枝葉は長卵形で、葉の先端は細長く尖る。葉縁には3-8細胞からなる舷がある。朔は赤い。

## 類似種
同所的に生育するオオミズゴケなどに類似するが、本種は葉が細長く、先端も細く尖ることから区別できる。

## 人間との関係
オオミズゴケなど他のミズゴケ属の種と同様、苔庭や苔玉に用いるため、園芸用に販売、使用されることがある。そのために乱獲されることもあり、地域によっては個体数が減少している。また、より利用価値の高いオオミズゴケなどと同所的に生育していることも多いため、直接的に乱獲されなくても、他の種と同時に乱獲されるといったこともある。さらには土地開発などによって姿を消すこともあり、ハリミズゴケを含めた湿地全体を保護することが求められている。